# Olsynium biflorum
La campanita (Olsynium biflorum) es una planta herbácea de la familia Iridaceae.

## Características
Tiene una altura de 15 a 30 cm, flores con forma de campanita de color blanco amarillento con líneas violáceas. Florece entre noviembre y enero.

## Distribución y hábitat
Se distribuye en Argentina en las provincias de Santa Cruz y Tierra del Fuego y en la XII región de Chile. Su hábitat se encuentra entre 0 y 1000 m s. n. m.